# Graphomya mexicana
Graphomya mexicana är en tvåvingeart som beskrevs av Giglio-tos 1893. Graphomya mexicana ingår i släktet Graphomya och familjen husflugor. Inga underarter finns listade i Catalogue of Life.